# Calceolaria teucrioides
Calceolaria teucrioides là một loài thực vật có hoa trong họ Calceolariaceae. Loài này được Griseb. mô tả khoa học đầu tiên năm 1874.